# Rodjaraeg Wattanapanit
Rodjaraeg Wattanapanit, född 1967, är en thailändsk bokhandelsinnehavare och människorättsaktivist.
Wattanapanit startade sin bokhandel Book Re:public 2011 och har genom den drivit frågor kring demokrati i Thailand. Hon har även varit med och startat Creating Awareness for Enhanced Democracy (CAFÉ Democracy).
Efter militärjuntans kupp i Thailand 2014 har Wattanapanit både blivit arresterad och tvingats stänga sin bokhandel under en period.
År 2016 tilldelades Rodjaraeg Wattanapanit International Women of Courage Award.